# Comuni della Repubblica Ceca (U)
Questa pagina contiene l'elenco dei comuni cechi il cui nome inizia con la lettera U.
Per ciascun comune sono indicati il distretto e la regione d'appartenenza. I comuni che hanno lo status di città (město) sono indicati in grassetto, quelli che hanno lo status di comune mercato (městys) in corsivo.
| Comune                      | Distretto         | Regione             |
| --------------------------- | ----------------- | ------------------- |
| Úbislavice                  | Jičín             | Hradec Králové      |
| Ublo                        | Zlín              | Zlín                |
| Úboč                        | Domažlice         | Plzeň               |
| Ubušínek                    | Žďár nad Sázavou  | Vysočina            |
| Údlice                      | Chomutov          | Ústí nad Labem      |
| Údrnice                     | Jičín             | Hradec Králové      |
| Uhelná                      | Jeseník           | Olomouc             |
| Uhelná Příbram              | Havlíčkův Brod    | Vysočina            |
| Úherce (Plzeň)              | Plzeň-sever       | Plzeň               |
| Úherce (Ústí nad Labem)     | Louny             | Ústí nad Labem      |
| Uherčice (Břeclav)          | Břeclav           | Moravia meridionale |
| Uherčice (Znojmo)           | Znojmo            | Moravia meridionale |
| Úherčice                    | Chrudim           | Pardubice           |
| Uherské Hradiště            | Uherské Hradiště  | Zlín                |
| Uhersko                     | Pardubice         | Pardubice           |
| Uherský Brod                | Uherské Hradiště  | Zlín                |
| Uherský Ostroh              | Uherské Hradiště  | Zlín                |
| Úhlejov                     | Jičín             | Hradec Králové      |
| Uhlířov                     | Opava             | Moravia-Slesia      |
| Uhlířská Lhota              | Kolín             | Boemia centrale     |
| Uhlířské Janovice           | Kutná Hora        | Boemia centrale     |
| Úholičky                    | Praha-západ       | Boemia centrale     |
| Úhonice                     | Praha-západ       | Boemia centrale     |
| Úhořilka                    | Havlíčkův Brod    | Vysočina            |
| Úhřetice                    | Chrudim           | Pardubice           |
| Úhřetická Lhota             | Pardubice         | Pardubice           |
| Uhřice (Hodonín)            | Hodonín           | Moravia meridionale |
| Uhřice (Zlín)               | Kroměříž          | Zlín                |
| Uhřice (Vyškov)             | Vyškov            | Moravia meridionale |
| Uhřice (Blansko)            | Blansko           | Moravia meridionale |
| Uhřičice                    | Přerov            | Olomouc             |
| Uhřínov                     | Žďár nad Sázavou  | Vysočina            |
| Uhy                         | Kladno            | Boemia centrale     |
| Ujčov                       | Žďár nad Sázavou  | Vysočina            |
| Újezd (Boemia centrale)     | Beroun            | Boemia centrale     |
| Újezd (Plzeň)               | Domažlice         | Plzeň               |
| Újezd (Olomouc)             | Olomouc           | Olomouc             |
| Újezd (Zlín)                | Zlín              | Zlín                |
| Újezd (Moravia meridionale) | Znojmo            | Moravia meridionale |
| Újezd (Vysočina)            | Žďár nad Sázavou  | Vysočina            |
| Újezd nade Mží              | Plzeň-sever       | Plzeň               |
| Újezd pod Troskami          | Jičín             | Hradec Králové      |
| Újezd u Boskovic            | Blansko           | Moravia meridionale |
| Újezd u Brna                | Brno-venkov       | Moravia meridionale |
| Újezd u Černé Hory          | Blansko           | Moravia meridionale |
| Újezd u Chocně              | Ústí nad Orlicí   | Pardubice           |
| Újezd u Plánice             | Klatovy           | Plzeň               |
| Újezd u Přelouče            | Pardubice         | Pardubice           |
| Újezd u Rosic               | Brno-venkov       | Moravia meridionale |
| Újezd u Sezemic             | Pardubice         | Pardubice           |
| Újezd u Svatého Kříže       | Rokycany          | Plzeň               |
| Újezd u Tišnova             | Brno-venkov       | Moravia meridionale |
| Újezdec (Prachatice)        | Prachatice        | Boemia meridionale  |
| Újezdec (Jindřichův Hradec) | Jindřichův Hradec | Boemia meridionale  |
| Újezdec (Boemia centrale)   | Mělník            | Boemia centrale     |
| Újezdec (Pardubice)         | Svitavy           | Pardubice           |
| Újezdec (Zlín)              | Uherské Hradiště  | Zlín                |
| Újezdeček                   | Teplice           | Ústí nad Labem      |
| Ujkovice                    | Mladá Boleslav    | Boemia centrale     |
| Úlehle                      | Strakonice        | Boemia meridionale  |
| Úlibice                     | Jičín             | Hradec Králové      |
| Úlice                       | Plzeň-sever       | Plzeň               |
| Úmonín                      | Kutná Hora        | Boemia centrale     |
| Úmyslovice                  | Nymburk           | Boemia centrale     |
| Únanov                      | Znojmo            | Moravia meridionale |
| Unčín                       | Žďár nad Sázavou  | Vysočina            |
| Únehle                      | Tachov            | Plzeň               |
| Únějovice                   | Domažlice         | Plzeň               |
| Úněšov                      | Plzeň-sever       | Plzeň               |
| Únětice (Plzeň)             | Plzeň-jih         | Plzeň               |
| Únětice (Boemia centrale)   | Praha-západ       | Boemia centrale     |
| Unhošť                      | Kladno            | Boemia centrale     |
| Únice                       | Strakonice        | Boemia meridionale  |
| Uničov                      | Olomouc           | Olomouc             |
| Unín (Repubblica Ceca)      | Brno-venkov       | Moravia meridionale |
| Unkovice                    | Brno-venkov       | Moravia meridionale |
| Úpice                       | Trutnov           | Hradec Králové      |
| Úpohlavy                    | Litoměřice        | Ústí nad Labem      |
| Urbanice (Pardubice)        | Pardubice         | Pardubice           |
| Urbanice (Hradec Králové)   | Hradec Králové    | Hradec Králové      |
| Urbanov                     | Jihlava           | Vysočina            |
| Určice                      | Prostějov         | Olomouc             |
| Úsilné                      | České Budějovice  | Boemia meridionale  |
| Úsilov                      | Domažlice         | Plzeň               |
| Úsobí                       | Havlíčkův Brod    | Vysočina            |
| Úsobrno                     | Blansko           | Moravia meridionale |
| Úsov                        | Šumperk           | Olomouc             |
| Ústí (Vysočina)             | Jihlava           | Vysočina            |
| Ústí (Zlín)                 | Vsetín            | Zlín                |
| Ústí (Olomouc)              | Přerov            | Olomouc             |
| Ústí nad Labem              | Ústí nad Labem    | Ústí nad Labem      |
| Ústí nad Orlicí             | Ústí nad Orlicí   | Pardubice           |
| Ústín                       | Olomouc           | Olomouc             |
| Ústrašice                   | Tábor             | Boemia meridionale  |
| Ústrašín                    | Pelhřimov         | Vysočina            |
| Ústup                       | Blansko           | Moravia meridionale |
| Úsuší                       | Brno-venkov       | Moravia meridionale |
| Úštěk                       | Litoměřice        | Ústí nad Labem      |
| Útěchov                     | Svitavy           | Pardubice           |
| Útěchovice                  | Pelhřimov         | Vysočina            |
| Útěchovice pod Stražištěm   | Pelhřimov         | Vysočina            |
| Útěchovičky                 | Pelhřimov         | Vysočina            |
| Úterý                       | Plzeň-sever       | Plzeň               |
| Útušice                     | Plzeň-jih         | Plzeň               |
| Útvina                      | Karlovy Vary      | Karlovy Vary        |
| Úvalno                      | Bruntál           | Moravia-Slesia      |
| Úvaly                       | Praha-východ      | Boemia centrale     |
| Uzenice                     | Strakonice        | Boemia meridionale  |
| Uzeničky                    | Strakonice        | Boemia meridionale  |
| Úžice (Kutná Hora)          | Kutná Hora        | Boemia centrale     |
| Úžice (Mělník)              | Mělník            | Boemia centrale     |